# Khmers
El poble khmer és l'ètnia predominant de Cambodja, formant aproximadament el 90% dels 15,2 milions d'habitants del país. La seva llengua és el khmer, que pertany a la família de llengües austroasiàtiques, la més gran que es troba al sud-est asiàtic. La majoria dels khmer professen la branca khmer del budisme, una versió altament sincrètica que combina elements del budisme theravada, l'hinduisme, l'animisme i el culte als ancestres. També hi ha població khmer significativa a Tailàndia i al delta del Mekong (Vietnam).

## Història
Les migracions cap al sud-est asiàtic des del nord van mantenir-se fins a l'època històrica. La majoria dels acadèmics consideren que van arribar, com a mínim, fa 3.000 anys, molt abans que els tais que, actualment, habiten bona part del que era originàriament el territori austroasiàtic. El motiu pel qual van emigrar cap al sud-est asiàtic no està definit, però generalment es creu que els khmer van ser empesos per les invasions sinotibetanes provinents del nord, com sembla evident pel vocabulari austroasiàtic xinès o les semblances en l'agricultura, relacionades amb les migracions al llarg dels grans rius. Els khmer són familia dels Mon, que es van establir més a l'oest.
Després d'establir-se al sud-est asiàtic, la història del poble khmer corre en paral·lel amb la història de Cambodja. Així com els altres pobles primitius de la zona, tals com els pyu, els mon, els txams, els malais i els javanesos, els khmer van ser influenciats per comerciants i acadèmics de l'Índia i Sri Lanka, adoptant-ne la religió, la ciència i els costums, així com una part del seu idioma. Els khmer també van adquirir el concepte del xivaisme Deva Raja ('Déu-rei') i el gran temple com a muntanya sagrada simbòlica. Encara que el Regne txenla va acabar sent eclipsat, la inclinació de Cambodja per a la construcció de temples de pedra es va mantenir al llarg dels anys, deixant monuments existents avui en dia.

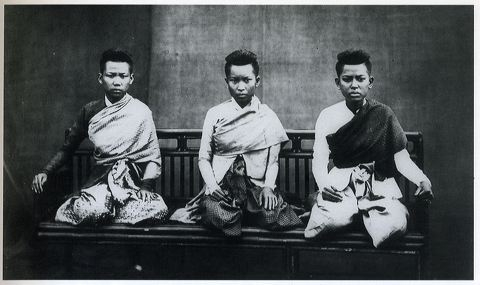
Dones en una classe khmer al voltant de 1800.

Jayavarman II (802-830) va revifar el poder de Cambodja i va assentar les bases de la fundació de l'Imperi d'Angkor, fundant-hi tres capitals -Indrapura, Hariharalaya i Mahendraparvata— les restes arqueològiques de les quals revelen molt del seu temps. Després de guanyar una llarga guerra civil, Suryavarman I (regnat 1002-1050) va enviar les seves forces cap a l'est, on va ocupar el Regne mon de Dvaravati. En conseqüència, va governar la major part de l'actual Tailàndia i Laos, així com la meitat nord de la península de Malacca. Aquest període, durant el qual es va fundar Angkor Vat, es considera el cim de la civilització khmer. El Regne khmer va esdevenir l'Imperi khmer i els grans temples d'Angkor, considerats un tresor arqueològic ple de detalls de pedra, baixos relleus que mostren molts aspectes de la seva cultura, incloent-hi alguns tipus d'instruments musicals, són com monuments de la cultura dels khmers. Després de la mort de Suryavarman II (1113-1150), Cambodja va entrar en caos fins a l'arribada de Jayavarman VII (1181-1218), que va ordenar la construcció d'una nova ciutat. Era budista i, durant el seu regnat, el budisme va esdevenir la religió predominant a Cambodja. Com a religió estatal, de tota manera, va ser adaptat al culte Deva Raja, substituint el Buddha Raja per la forma de Shiva Raja o Vishnu Raja.

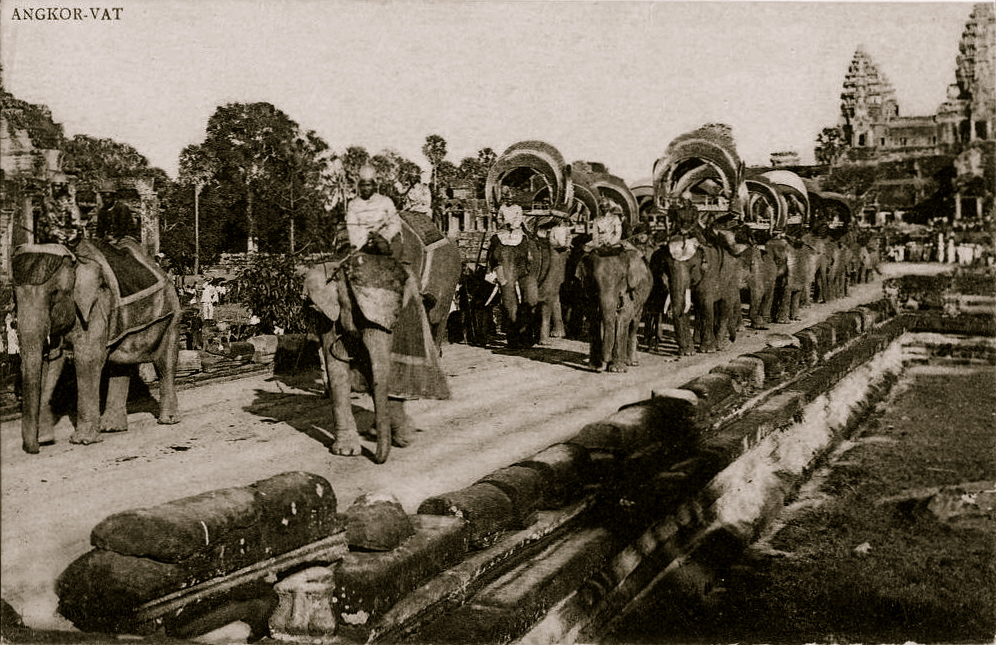
Angkor Wat al voltant de 1900

El sorgiment dels regnes tai de Sukhothai (1238) i Ayutthaya (1350) va comportar guerres gairebé incessants amb els cambodjans que implicà la destrucció d'Angkor el 1431. Es diu que es van emportar uns 90.000 presoners, molts dels quals eren ballarins i músics. El període posterior a 1432, amb el poble cambodjà despullat dels seus tresors, documents i intel·lectuals, va ser una caiguda en picat. El 1434, el rei Ponhea Yat va convertir Phnom Penh en capital, abandonant Angkor a la selva.
A causa de les contínues agressions que patia Cambodja per part de Siam i Vietnam, el 1863 es va demanar a França que protegís el territori, convertint-se així en protectorat francès el 1864. Durant la dècada de 1880, juntament amb el sud del Vietnam i Laos, Cambodja va passar a formar part de la Indoxina francesa. Al voltant d'un segle, els francesos van explotar Cambodja comercialment, exercint el poder polític, econòmic i social.

Localitzacions de grups ètnics el 1972

Durant la segona meitat del segle xx, la situació política de Cambodja es va tornar caòtica. El rei Norodom Sihanouk va proclamar la independència de Cambodja el 1949 (concedida definitivament el 1953) i va dirigir el país fins al 18 de març del 1970, quan va ser derrocat pel general Lon Nol, que va establir la República Khmer. El 17 d'abril del 1975, els khmers rojos, liderats per Saloth Sar, més conegut com a Pol Pot, va prendre el poder i va instaurar un règim de terror, i arribà també a canviar el nom de l'estat pel de Kamputxea Democràtica. El 7 de gener del 1979, l'exèrcit vietnamita va derrotar les forces dels khmers rojos i van alliberar el país. Després de més de deu anys de reconstrucció, sense gaire ajuda exterior, les Nacions Unides van intervenir-hi, resultant en els acords de pau de París de 23 d'octubre de 1992, creant les condicions necessàries per a la realització d'eleccions el maig del 1993. Això no obstant, els khmers rojos van continuar mantenint posicions a l'oest i al nord de Cambodja fins a finals de la dècada del 1990, quan es van rendir al govern a canvi d'una amnistia o una recol·locació en el govern cambodjà.

## Geografia i demografia
La major part del poble khmer viu a Cambodja, la població de la qual és en un 90% khmer. També és significativa la població khmer que viu a Tailàndia i al Vietnam. Hi ha al voltant d'un milió de khmers a les províncies de Soren, Borei Rom i Sri Saket de Tailàndia. La Guerra civil de Cambodja va provocar la immigració de milers de khmers als Estats Units, Canadà, Austràlia, França, etc.

## Cultura i societat

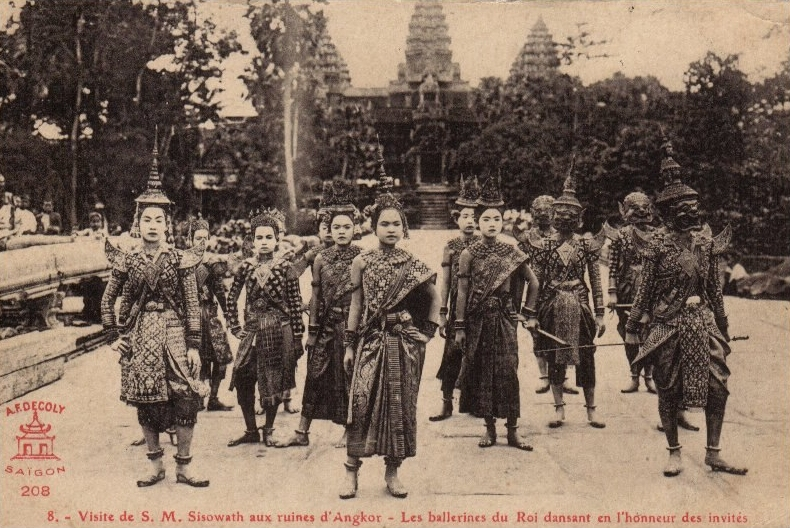
Ballarins khmer a Angkor Wat

La llengua de l'ètnia khmer és força homogènia en tot el seu àmbit geogràfic. Hi ha dialectes regionals, però són mútuament intel·ligibles. La parla normalitzada és la de Phnom Penh, que, pel seu estatus de capital, s'ha vist afectada recentment per influències del francès i el vietnamita. De tota manera, el dialecte khmer que es parla a Battambang és més representatiu de la llengua que parla la major part de la població. Els altres dialectes són el khmer del nord, anomenat khmer surin pels cambodjans, parlat pels khmer de Tailàndia, i el khmer krom, parlat pels khmer del delta del Mekong. Un altre dels dialectes khmer és el khmer de l'oest o cardamom khmer, localitzat a la zona de les muntanyes Cardamom, entre Cambodja i Tailàndia. Tot i que no ha estat gaire estudiat, és l'únic que manté un sistema definit de registre vocal que ha desaparegut en altres dialectes del khmer modern.

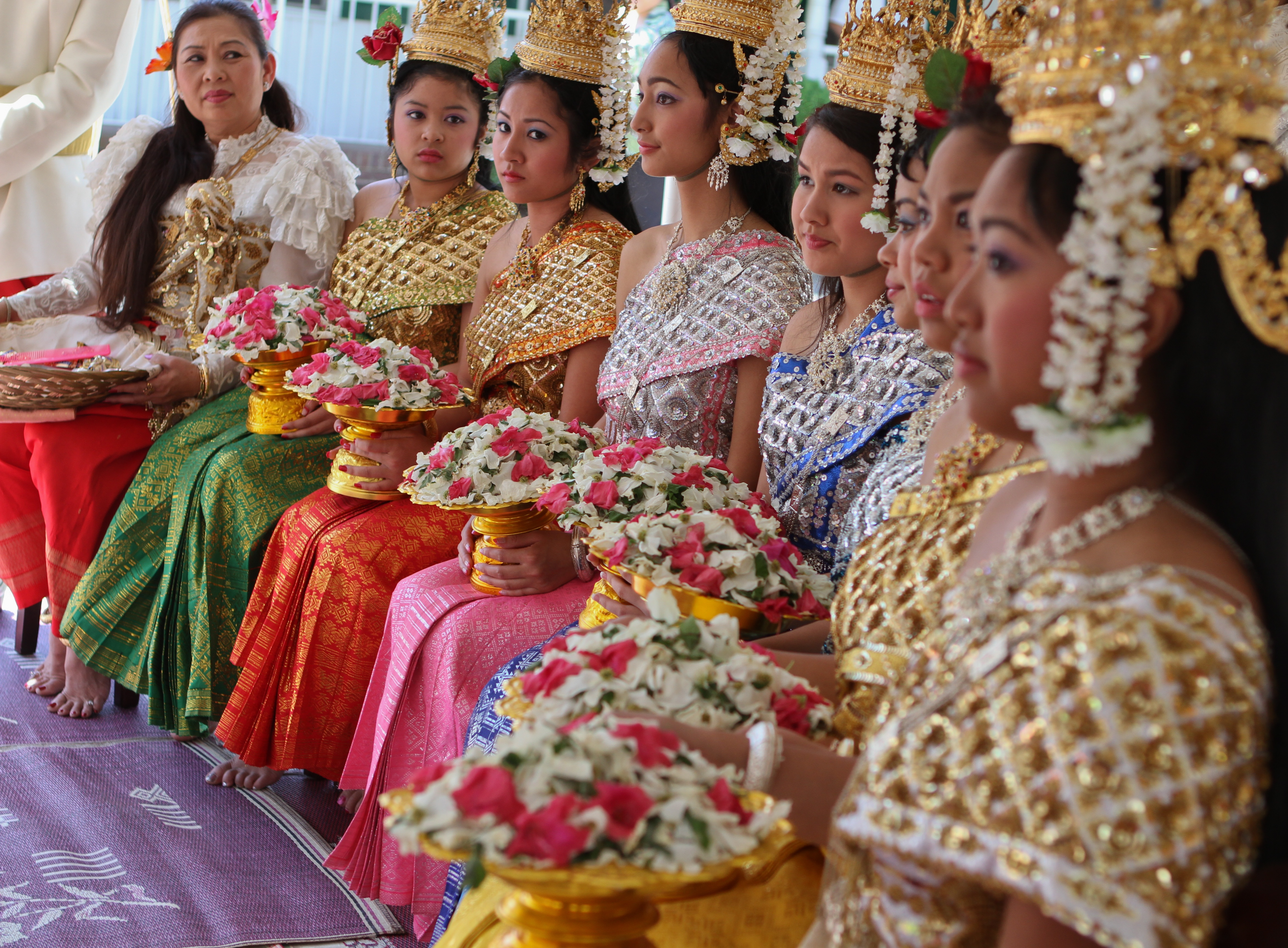
Dones khmers es vesteixen durant l'any nou khmer

Els cambodjans creuen en el brahamanisme, que deriva de l'hinduisme i del budisme. Els khmer moderns se senten molt identificats amb les seves creences i les seves pràctiques religioses, les quals combinen els principis del budisme Theravada amb elements animistes indígenes i el xamanisme.
La major part de la població khmer viu en àmbits rurals, centrant principalment l'economia en el conreu de l'arròs o la pesca; la vida social es desenvolupa al voltant del wat ('temple'), així com en el transcurs de les nombroses festivitats budistes que se celebren al llarg de l'any. Els khmer també creuen en l'astrologia; els endevins, anomenats hao-ra o kru tieay, són consultats sovint abans dels grans esdeveniments, tals com l'elecció d'un marit, l'inici d'un important viatge de negocis, per decidir el dia del casament, o per fixar el lloc on es construirà un nou edifici.
Durant l'any, els khmer celebren moltes festivitats, la majoria de caràcter religiós o espiritual, i normalment respectades pel calendari oficial de festivitats de Cambodja. Les dues més importants són el Chol Chnam ('l'any nou de Cambodja') i el Pchum Ben ('dia dels ancestres'). El calendari budista khmer es divideix en 12 mesos, començant el primer dia del khae chaet, que coincideix amb la primera lluna nova del mes d'abril. De tota manera, actualment acostuma a celebrar-se el 13 d'abril.
La cultura cambodjana s'ha vist influenciada i ha influenciat les cultures thai i lao. Moltes de les paraules khmer es troben al thai i al lao. L'alfabet thai deriva de l'alfabet khmer.